# Colotois obscura
Colotois obscura là một loài bướm đêm trong họ Geometridae.